# 楽園 Serious Barbarian III
『楽園 Serious Barbarian III』（らくえん シリアス・バーバリアン・スリー）は、大沢誉志幸の8作目のスタジオ・アルバム。1990年10月21日にEPIC・ソニーよりリリース。現行盤は2013年7月17日ソニー・ミュージックダイレクトよりリリースのBlu-spec CD2。

## 解説
前作から1年振りのスタジオ・アルバムで、「Serious Barbarian」3部作の完結編。本作ジャケットは、たばこを吹かしている大沢の写真を中心に、シルバーを基調としたデザインでまとめられたアートワークとなっている。

## 収録曲
全曲作曲：大沢誉志幸／編曲：大沢誉志幸、小滝満
1. Serious Barbarian III: Changin'～月と密林（ジャングル）　（10分17秒）
  - Changin'：作詞：大沢誉志幸
  - 月と密林：作詞：杉林恭雄
  - 「月と密林」が先行シングル。
2. ずっと甘い口唇　（6分46秒）
  - 作詞：西脇唯
  - 後に、シングルカット。
3. DOLL　（6分30秒）
  - 作詞：杉林恭雄
4. Oh! Met ∞ cha　～つまりはすべて夢のせいにすればいい　（6分02秒）
  - 作詞：大沢誉志幸
5. 瞳のパラレル　（4分52秒）
  - 作詞：神沢礼江
6. 遠い約束　（6分07秒）
  - 作詞：西脇唯
7. 誰のためでもない欲望 (Peep & Deep Inside)　（2分57秒）
  - 作詞：柳川英巳
8. Plot 3 （南へ行けなかった男）　（2分19秒）　
  - 作詞：土屋久美子／編曲：大沢誉志幸
  - 作詞の土屋久美子はOriginal Video Film 『Serious Barbarian』にも出演している。又、同曲は歌唱では無く、大沢自身の朗読となっている。
9. 夜の色彩（いろ）　（5分08秒）
  - 作詞：尾上 文
10. Freeze Frame （5分間のオリジナリティ）　（5分44秒）
  - 作詞：竹内学
11. 微笑みだけがそこにいる　（8分29秒）
  - 作詞：西脇唯
12. Reprise of Serious Barbarian I & II　（1分30秒）

## 参考資料
- アルバム『Serious Barbarian III』（EPICソニーレコード、1990年）
- アルバム『[I.D] Y BEST COLLECTION』（EPICレコード、1998年）